# Juan Velasco Alvarado (Tambogrande)
Juan Velasco Alvarado es un caserío peruano ubicado en el distrito de Tambogrande, perteneciente a la provincia y departamento de Piura, al norte del Perú. 

## Ubicación
Juan Velasco Alvarado se ubica al norte de la provincia de Piura, en el distrito de Tambogrande, en el departamento de Piura.

## Demografía
En 2017 Juan Velasco Alvarado tenía una población de 200 habitantes.